# Аметов, Джевдет Рамазанович
Джевде́т Рамаза́нович Аме́тов (крымскотат. Cevdet Ramazan oğlu Ametov, Джевдет Рамазан огълу Аметов; 14 апреля 1917 Лимена в Крыму — 20 января 1995, Симферополь) — советский поэт и писатель. Член союза писателей СССР, союза писателей Украины — 1993.

## Биография
Окончил факультет крымскотатарского языка и литературы Крымского педагогического института.
Участник Великой Отечественной войны, воевал 4 года, однако это не помешало советской власти его депортировать — жил в Андижане. Занимался просветительской деятельностью, писал рассказы и повести. За выступления с осуждением выселения крымских татар получил 10 лет тюрьмы; освобожден после смерти Сталина.
С 1968 года работает в Государственном комитете Узбекской ССР по телевидению и радиовещанию редактором передач на крымскотатарском языке. В том времени вместе с Аблязизом Велиевым, Ризой Фазылом, Шерфединовым поддерживал Февзи Алиева, который впоследствии стал заслуженным артистом Крымской АР.
Его перу принадлежат несколько поэтических и прозаических сборников, литературоведческих исследований. На стихи его крымскотатарскими музыкантами написаны песни — Ф. Алиев, Н. Арсланов, И. Бахшиш, К. Сеитвелиев.
2007 года в Симферополе состоялась книжная выставка, посвященная его 90-летию.
Среди его сборников:
- «Атеш башында» («У огня»), 1972,
- «Топлар сускъан сонъ» («Когда смолкли пушки»), 1976,
- «Эрылгъанлар ачкъанда» («Когда цветет сирень»), 1980,
- «Абдул Тейфик» 1983,
- «Къуршуннен токътатылгъан йыр» («Песня, оборванная пулей»), 1987,
- «Унутылмайджакъ баарь» («Незабываемая весна»).